# Jan Hołowiński
Jan Włodzimierz Hołowiński (ur. 10 stycznia 1892 w Wadowicach, zm. 29 kwietnia 1960 w Gdyni) – polski inżynier, urzędnik, współtwórca i znawca polskiej gospodarki morskiej, jeden z twórców portu w Gdyni.

## Życiorys
Urodził się 10 stycznia 1892 w Wadowicach. Ukończył studia na Wydziale Komunikacyjnym Politechniki Lwowskiej uzyskując tytuły magistra i inżyniera. Po I wojnie światowej przez pewien czas był starszym asystentem na macierzystej uczelni. Następnie podjął pracę w sektorze gospodarki morskiej. Od 1925 pracował w Dyrekcji Okręgowej Kolei Państwowej (DOKP) Gdańsk, zajmując się kwestiami kolejowej obsługi portów.
Po powstaniu w 1927 Polsko-Skandynawskiego Towarzystwa Okrętowego „Polskarob” w Gdyni (które w imieniu największego w Polsce hurtownika w handlu węglem Robur utworzyło w porcie gdyńskim Basen Węglowy, bazę przeładunkową węgla dla sześciu posiadanych rudowęglowców), został w nim pierwszym prokurentem. W przedsiębiorstwie odpowiadał za inwestycje i sprawy przeładunkowe, a do jego zadań należało wdrażanie właściwych rozwiązań technicznych i organizacyjnych w celu uzyskania wysokiej jakości pracy obiektów portowych. W tym celu w firmie „Demag” w Duisburgu zakupił pierwszą w Europie wywrotnicę wagonową. Kierował powstawaniem głównego zrębu portu węglowego w Gdyni. Pracował w tym mieście do 1939.
Okres II wojny światowej spędził w Sanoku, gdzie podczas okupacji niemieckiej pracował w urzędzie gospodarczym (Wirtschaftsamt), prawdopodobnie jako referent, zaś równolegle jako członek konspiracji wykorzystywał swoje stanowisko i możliwości, przekazując przydziały na towary różnego typu na rzecz działaczy podziemia oraz rodzin więźniów. W konspiracji prowadził referat zaopatrzenia. W ramach obwodu „San” Związku Walki Zbrojnej–Armii Krajowej prowadził wywiad gospodarczy funkcjonując pod pseudonimem „Młot”. Przekazywał informacje Władysławowi Pruchniakowi i Władysławowi Skałkowskiemu, przyczyniając się do ostrzegania ludzi przed planowanymi przez Niemców obławami.
Po wojnie zajmował się przygotowaniem do uruchomienia portu w Szczecinie. W latach PRL nadal pracował w sferze gospodarki morskiej (spedycja, sprawy socjalne robotników portowych, organizowanie nowych form prac portowych). W 1948 był doradcą handlowo-organizacyjnym Dyrekcji Robotniczego Przedsiębiorstwa Przeładunkowego „Portorob”, którego był współorganizatorem. Nawiązał współpracę z organizacją Funduszu Wyrównawczego dla robotników portowych, był też doradcą techniczno-organizacyjnym „C. Hartwig Gdynia”. Ponadto był doradcą organizacyjno-ekonomicznym Centralnego Zarządu Transportu i Spedycji Międzynarodowej przy Ministerstwie Handlu Zagranicznego. Związany z Instytutem Morskim w Gdańsku.
W ostatnich latach życia poświęcił się pracy edytorsko-publicystycznej oraz opiniodawczej. Autor publicystycznych artykułów prasowych poświęconych gospodarce i spedycji morskiej, a także wspomnień z pracy portu Brama na świat Gdynia 1918–1939, które stanowią źródło dla historii polskiego handlu zagranicznego. Publikował w czasopismach „Technika i Gospodarka Morska”, „Transport”, „Biuletyn Ekonomiczny” (CZTiSM), „Życie Gospodarcze”, „Tygodnik Morski”. Był uważany za znawcę i współtwórcę polskiej gospodarki morskiej.

### Życie prywatne
Prawdopodobnie w 1922 zawarł związek małżeński z Kazimierą z domu Czelny. Okres wojny jego rodzina spędziła w Krośnie. Ojciec Jana Tomasza Hołowińskiego (1924–2011) oraz Zofii Jolanty Hołowińskiej. Przed wojną zamieszkiwał w Sopocie przy obecnej ulicy Antoniego Abrahama pod numerem 1, mieszkanie nr 4 (po wojnie mógł użytkować tylko połowę tego apartamentu). Zmarł 29 kwietnia 1960 w Gdyni z powodu zawału serca. Został pochowany na cmentarzu katolickim w Sopocie 3 maja 1960, gdzie spoczęła także jego żona (kwatera F4-6-3).

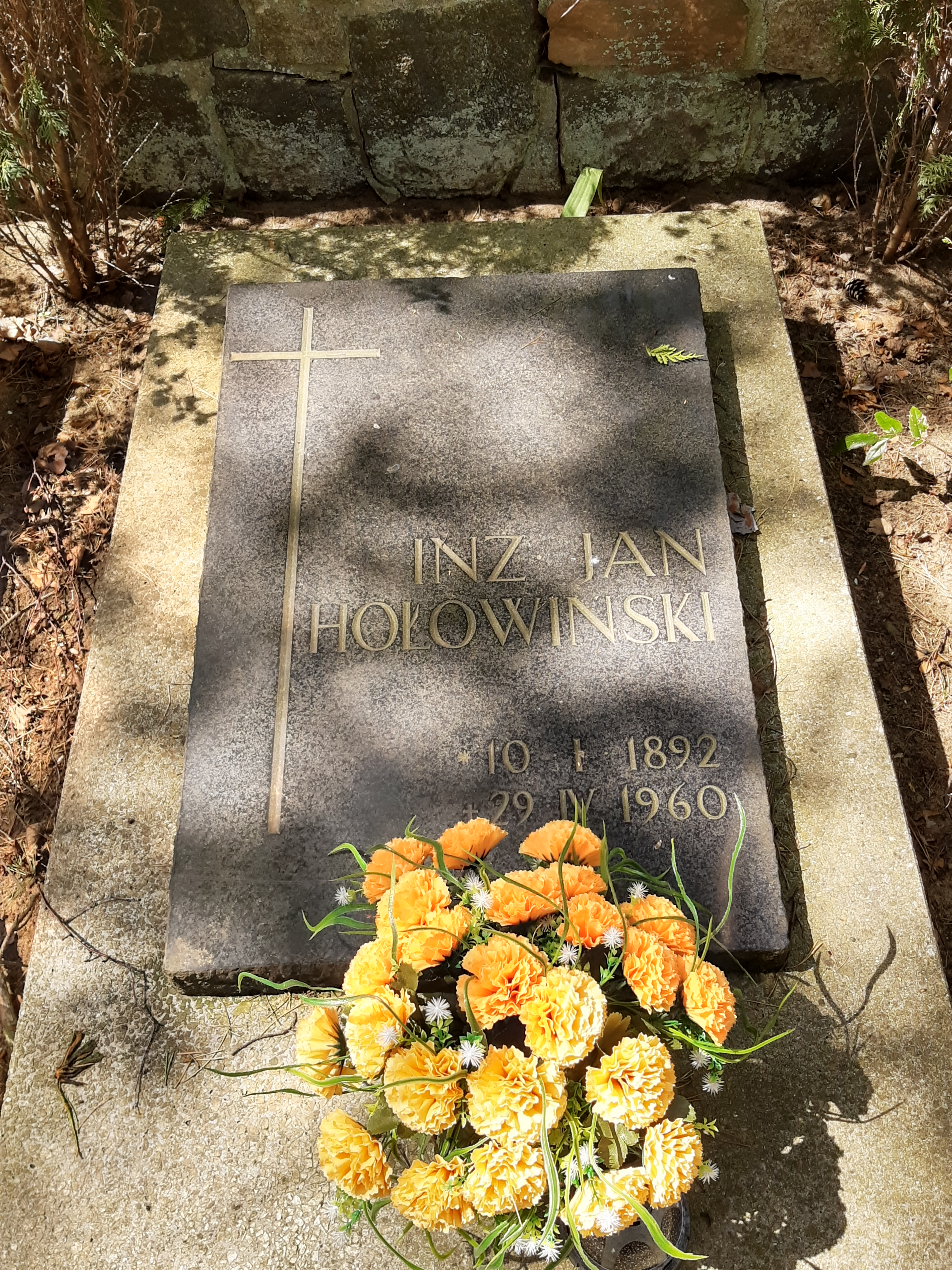
Grób Jana Hołowińskiego na cmentarzu katolickim w Sopocie